# Danial Hajibarat
Danial Hajibarat (em idioma persa:دانیال حاجی برات Teerão,4 de Junho de 1983) é um director de cinema e roteirista iraniano.